# Denise Cocquerillat
Denise Cocquerillat (1918-1999) fue una arqueóloga y asirióloga francesa.

## Biografía
Estudió en la Escuela del Louvre donde se centró en la arqueología bajo Georges Contenau y André Parrot. Escribió su tesis sobre armamento representado en la iconografía mesopotámica. También estudió lenguas antiguas, tales como hebreo, asirio-babilonio y sumerio. Después se dedicó a la traducción de textos cuneiformes y se convirtió en directora de investigación en el Centro Nacional para la Investigación Científica. 
Estudió y publicó las tablillas cuneiformes de Warka (antigua Uruk), y los textos legales del II milenio a. C.. de Babilonia. No pudo visitar Irak hasta que fue invitada por el erudito alemán Heinrich Lenzen en 1960. Su gran trabajo y publicación fue Palmeraies et cultures de l'Eanna d'Uruk, en Augrabungen der Deutschenforschugsgemeinschaft in Uruk-Warka 8.